# Ladderspecht
De ladderspecht (Dryobates scalaris synoniem: Picoides scalaris) is een vogel uit de familie van de spechten (Picidae).

## Verspreiding en leefgebied
Deze soort komt voor van de zuidwestelijke Verenigde Staten tot noordoostelijk Nicaragua en telt negen ondersoorten:
- D. s. cactophilus: de zuidwestelijke Verenigde Staten tot centraal en oostelijk Mexico.
- D. s. eremicus: noordelijke Baja California (Mexico)
- D. s. lucasanus: zuidelijke Baja California (Mexico)
- D. s. soulei: Cerralvo-eiland.
- D. s. graysoni: Maria-eilanden (westelijk Mexico)
- D. s. sinaloensis: westelijk Mexico.
- D. s.  scalaris: zuidelijk Mexico.
- D. s. parvus: noordelijk Yucatan en het eiland Cozumel (zuidoostelijk Mexico)
- D. s. leucoptilurus: van Belize tot noordelijk Nicaragua.